# Bassiano (senador)

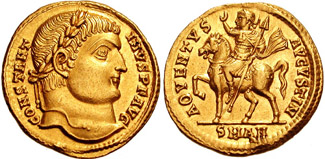
Soldo de r. emitido em Antioquia ca. 324-325

Bassiano (em latim: Bassianus; m. 316) foi, segundo Anônimo Valesiano, um senador romano do século IV, ativo durante o reinado dos imperadores Constantino, o Grande (r. 306–337) e Licínio (r. 308–324). Era esposo de Anastácia, a meio-irmã de Constantino e filha de Constâncio Cloro (r. 293–306), e irmão de Senecião. É incerto a qual gente Bassiano e seu irmão pertenceram, mas estudos prosopográficos recentes sugerem que eles eram membros das famílias dos Anícios e Númios Albinos Seneciões.
Constantino propôs fazê-lo César, mas Licínio recusou-se. Senecião então incitou Bassiano contra seu cunhado, mas a trama foi descoberta e ele foi capturado e executado. Segundo os autores da Prosopografia do Império Romano Tardio eles teriam ocorrido em 316, porém para Michael DiMaio Jr. provavelmente teria sido 314, uma vez que ele acredita que tais disputas envolvendo a nomeação de Bassiano provocaram no conflito entre os imperadores na batalha de Cíbalas.